# سیارک ۱۴۳۱۲
سیارک ۱۴۳۱۲ (به انگلیسی: 14312 Polytech، نامگذاری:1976UN2) چهارده هزار و سیصد و دوازدهمین سیارک کشف شده‌است که در ۲۶ اکتبر ۱۹۷۶ کشف شد.
قدر مطلق سیارک برابر ۱۴.۱ است.